# Staf Van Nuffel
Gustavus Josephus (Gustaaf of Staf) Van Nuffel (Aalst, 3 april 1893 - Wolfratshausen, 3 mei 1955) was een Belgisch politicus, journalist en sociaal werker.

## Levensloop
Staf Van Nuffel was als journalist verbonden aan de drukkerij-uitgeverij Volksverheffing van Ernest Van den Berghe, de uitgever van Strijd, het weekblad van het VNV. Hij publiceerde er onder het pseudoniem Joost Kappers. 
Hij voerde de Vlaams-nationalistische kieslijst aan in Dendermonde, in 1936 en 1939, maar werd niet verkozen.
In 1937 behoorde hij tot de stichters van de gezinsbond Vlaamsche Kinderzegen. Hij was er op zijn plaats, als vader van zeventien kinderen. Hij speelde een aanzienlijke rol in de bond, als propagandaleider. Hij werd ook lid van het VNV en sloot zich aan bij de collaboratie.
Dit belette niet dat hij, als voormalig reserveofficier, contact opnam in december 1940 met generaal Raoul Van Overstraeten en hem een memorandum overhandigde, door de VNV-leiding gericht tot Adolf Hitler, waarin deze partij zich bereid verklaarde tot collaboratie met de nazi's.
De Vlaamsche Kinderzegen kreeg een voorkeursbehandeling vanwege de bezetter en nam dan ook steeds meer omvang. Staf Van Nuffel was verantwoordelijk voor de uitdeling van voedselpakketten. Dit leidde in 1943 tot een frontale botsing met de algemene secretaris Herman De Vos, die hem ervan betichtte minderwaardige colli's te verkopen tegen woekerprijzen. Hij gooide hem uit de vereniging.
In 1944 vluchtte Van Nuffel naar Duitsland en bleef gevestigd in Wolfratshausen, waar hij tien jaar later overleed.